# Dreadnought (videogioco 1988)
Dreadnought è un videogioco sparatutto a scorrimento, simile a Defender in un'ambientazione subacquea, pubblicato nel 1988 per computer Atari 8-bit dalla Red Rat Software di Manchester, all'interno delle raccolte Double Pack 2 e Quartet Gold (quest'ultima edita anche con il marchio Atari World). Nel 1990 l'editrice britannica Byte Back lo ripubblicò singolarmente, utilizzando il titolo di copertina Dreadnaught (a video rimase Dreadnought).
Dreadnaught faceva parte di un gruppo di numerose edizioni a basso costo proposte dalla Byte Back per tenere vivo il mercato degli Atari 8-bit quando stava ormai tramontando in favore di computer più potenti.

## Modalità di gioco
Il giocatore è al comando del superveicolo sottomarino Dreadnought e deve proteggere una città subacquea dagli invasori. La visuale è bidimensionale di lato, con scorrimento orizzontale libero nei due versi. Lo scenario si estende in orizzontale, con il fondale roccioso in basso, occasionalmente decorato da basse costruzioni e colonne di bolle, e la superficie ondosa in alto.
Il Dreadnought può muoversi nelle quattro direzioni, ma è sempre orientato in orizzontale; i movimenti a destra e sinistra sono a velocità regolabile gradualmente, con inerzia. Può sparare frontalmente con proiettili illimitati.
Gli scontri con i nemici o i loro eventuali proiettili causa la perdita immediata di una vita. Anche il contatto con il fondo (privo di sporgenze rilevanti) o con le onde in superficie è letale. Lo scopo è trovare e distruggere tutti i mezzi nemici sparsi per lo scenario.
Il gioco è suddiviso in livelli che crescono in difficoltà e in varietà dei nemici. Nel primo livello si affrontano solo sottomarini che viaggiano costantemente in orizzontale, a volte sparando o cambiando verso di movimento. Nel secondo livello oltre ai sottomarini compaiono mine che si spostano continuamente su e giù, e negli ulteriori livelli vengono introdotte mine vaganti, un pesce-maschera apparentemente indistruttibile e altri pericoli.
Nella parte in basso dello schermo è mostrato un finto cruscotto animato, con strani effetti grafici, ma incomprensibile e puramente decorativo a parte l'indicazione delle vite e del punteggio.

## Accoglienza
Dreadnought fu molto apprezzato dalla rivista Zzap! (voto complessivo 80%) e da New Atari User. Quest'ultima, trattando l'edizione Byte Back, trovò criticabile soltanto il tempo di caricamento da cassetta, che a detta della rivista era di ben 23 minuti ed era dovuto a lunghi spazi interrecord nel formato di registrazione del programma, che sarebbero stati evitabili.
La rivista Atari User recensì due volte le edizioni in raccolta, la prima lo trovò non male per il basso costo, e simile a Dropzone, ma non al suo livello. La seconda volta lo trovò adeguato, ma tendente ad annoiare rapidamente, e simile a Defender, ma di nuovo non all'altezza dell'originale. 